# 1902 na literatura

## Eventos
- Euclides da Cunha - Os Sertões.

## Nascimentos
| Data            | Nome                       | Profissão                                              | Nacionalidade  | Observações | Ref |
| --------------- | -------------------------- | ------------------------------------------------------ | -------------- | ----------- | --- |
| 24 de Janeiro   | Augusto Meyer              | jornalista, ensaísta, poeta, memoralista e folclorista | Brasil         | m. 1970     |     |
| 6 de Fevereiro  | Louis Nizer                | escritor                                               | Inglaterra     | m. 1994     |     |
| 27 de Fevereiro | John Steinbeck             | escritor Nobel da Literatura                           | Estados Unidos | m. 1968     |     |
| 23 de Abril     | Halldór Laxness            | escritor Nobel da Literatura                           | Islândia       | m. 1998     |     |
| 11 de Julho     | Sérgio Buarque de Holanda  | historiador e crítico literário                        | Brasil         | m. 1982     |     |
| 3 de Agosto     | Genolino Amado             | escritor, professor e jornalista                       | Brasil         | m. 1989     |     |
| 21 de Setembro  | Luis Cernuda               | poeta                                                  | Espanha        | m. 1963     |     |
| 31 de Outubro   | Carlos Drummond de Andrade | poeta, contista e cronista                             | Brasil         | m. 1987     |     |

## Mortes
| Data            | Nome          | Profissão                                             | Nacionalidade | Observações | Ref |
| --------------- | ------------- | ----------------------------------------------------- | ------------- | ----------- | --- |
| 10 de Fevereiro | Urbano Duarte | militar, jornalista, cronista, humorista e teatrólogo | Brasil        | n. 1855     |     |
| 21 de Abril     | Sousândrade   | escritor e poeta                                      | Brasil        | n. 1833     |     |
| 29 de Setembro  | Émile Zola    | escritor                                              | França        | n. 1840     |     |

## Prémios literários
- Nobel de Literatura - Christian Matthias Theodor Mommsen.